# ESO 550-2
ESO 550-2 (również PGC 14412) – para galaktyk, znajdująca się w gwiazdozbiorze Erydanu w odległości około 400 milionów lat świetlnych od Ziemi. ESO 550-2 to para galaktyk spiralnych, z których większa jest widoczna od strony dysku, a mniejsza silnie pochylona względem kierunku patrzenia.